# Avatha macrostidsa
Avatha macrostidsa  là một loài bướm đêm thuộc họ Erebidae. Nó được tìm thấy ở New Guinea.